# Aleksandr Majorow (kombinator norweski)
Aleksandr Borisowicz Majorow (ros. Александр Борисович Майоров, ur. 6 czerwca 1957 w Gorkim) – radziecki kombinator norweski, brązowy medalista mistrzostw świata.

## Kariera
Pierwszą dużą imprezą w karierze Majorowa były Mistrzostwa Świata w Lahti w 1978 roku, gdzie indywidualnie zajął jedenastą pozycję. Dwa lata później wystartował na Igrzyskach Olimpijskich w Lake Placid, gdzie trzynasty wynik na skoczni i szósty czas biegu pozwoliły mu zająć siódme miejsce. Podczas Mistrzostw Świata w Oslo w 1982 roku zajął piąte miejsce w zawodach drużynowych.
W Pucharze Świata zadebiutował 29 grudnia 1983 roku w Oberwiesenthal. Zajął wtedy siódme miejsce w konkursie rozgrywanym metodą Gundersena i tym samym już w swoim debiucie zdobył pierwsze pucharowe punkty. W pozostałych konkursach sezonu 1983/1984 punktował trzykrotnie, ale w czołowej dziesiątce uplasował się tylko raz – 24 marca 1984 roku w Štrbskim Plesie był ósmy. W klasyfikacji generalnej zajął dwudzieste miejsce. W lutym 1984 roku wystąpił na Igrzyskach Olimpijskich w Sarajewie, gdzie rywalizację ukończył na czternastym miejscu. Miesiąc później osiągnął swój największy sukces wspólnie z Ołeksandrm Proswirninem i Ildarem Garifullinem zdobywając brązowy medal w sztafecie na Mistrzostwach Świata w Rovaniemi.
W sezonie 1984/1985 nie punktował w zawodach Pucharu Świata, wobec czego nie został uwzględniony w klasyfikacji generalnej. W styczniu 1985 roku wystąpił na Mistrzostwach Świata w Seefeld, zajmując dwunaste miejsce w konkursie indywidualnym. Ponadto w zawodach drużynowych wraz z Allarem Levandim i Ołeksandrem Proswirninem zajął czwarte miejsce, przegrywając walkę o brązowy medal z reprezentantami Finlandii o nieco ponad 3 punkty. W 1985 roku zakończył karierę.

## Osiągnięcia

### Igrzyska Olimpijskie
| Miejsce | Dzień     | Rok  | Miejscowość | Konkurencja              | Wynik zwycięzcy | Strata      | Zwycięzca      |
| ------- | --------- | ---- | ----------- | ------------------------ | --------------- | ----------- | -------------- |
| 7.      | 19 lutego | 1980 | Lake Placid | Indywidualnie K-90/15 km | 432.200 pkt     | -23.065 pkt | Ulrich Wehling |
| 14.     | 12 lutego | 1984 | Sarajewo    | Indywidualnie K-90/15 km | 422.595 pkt     | -35.265 pkt | Tom Sandberg   |

### Mistrzostwa świata
| Miejsce | Dzień       | Rok  | Miejscowość | Konkurencja              | Wynik zwycięzcy | Strata      | Zwycięzca        |
| ------- | ----------- | ---- | ----------- | ------------------------ | --------------- | ----------- | ---------------- |
| 11.     | 20 lutego   | 1978 | Lahti       | Indywidualnie K-90/15 km | 435.24 pkt      | -24.79 pkt  | Konrad Winkler   |
| 5.      | 26 lutego   | 1982 | Oslo        | Sztafeta K-90/3x5 km     | 1295.92 pkt     | -104.56 pkt | NRD              |
| 3.      | 18 marca    | 1984 | Rovaniemi   | Sztafeta K-90/3x5 km     | 1189.46 pkt     | -5.94 pkt   | Norwegia         |
| 12.     | 18 stycznia | 1985 | Seefeld     | Gundersen K-90/15 km     | 410.10 pkt      | -36.41 pkt  | Hermann Weinbuch |
| 4.      | 25 stycznia | 1985 | Seefeld     | Sztafeta K-90/3x5 km     | 1276.90 pkt     | -77.56 pkt  | RFN              |

### Puchar Świata

#### Miejsca w klasyfikacji generalnej
- sezon 1983/1984: 20.
- sezon 1984/1985: –

#### Miejsca na podium
Majorow nigdy nie stał na podium indywidualnych zawodów Pucharu Świata.